# Multiinštrumentalist
Multiinštrumentalist je glasbenik, ki igra oziroma obvlada več kot dva inštrumenta. Po navadi so to sorodni inštrumenti, na primer kitara, bas kitara, mandolina, sitar - brenkala torej. Obstajajo tudi multiinštrumentalisti, ki igrajo povsem različna glasbila, kot so tolkala, trobila in pihala.
Glej Seznam multiinštrumentalistov